# The Weakling (film 1916)
The Weakling è un cortometraggio muto del 1916. Il nome del regista non viene riportato. Il film è sceneggiato da Lloyd Lonergan e prodotto da Edwin Thanhouser, due dei fondatori della Thanhouser, la casa di produzione con sede a New Rochelle.

## Trama
In un piccolo villaggio di campagna, un bulletto perseguita un altro ragazzo, mite e debole. La persecuzione non finisce con l'età adulta e il giovane, che si sente continuamente minacciato dal bullo, decide di andarsene via dal paese. Incontra una ragazza di cui si innamora, ma teme di confessarle la propria debolezza. Intanto anche il bullo se n'è andato dal villaggio. Quando vede la giovane donna di cui è innamorata la sua vittima, vuole averla per sé. Minaccia il rivale che gli lascia libero il campo, andandosene ancora una volta. Il bullo, allora, dice alla ragazza che l'altro è fuggito perché è un ricercato. Lei, spaventata, acconsente a stare con lui per evitare che denunci il ragazzo alla giustizia. Ma il giovane ritorna; ormai è diventato un altro uomo. Finalmente reagisce e, senza mostrare paura, toglie dalle mani del suo aguzzino l'arma con la quale l'altro lo minaccia. Poi gli intima di sparire e di non farsi più vedere in quei luoghi.

## Produzione
Il film fu prodotto dalla Thanhouser Film Corporation.

## Distribuzione
Distribuito dalla Mutual, il film - un cortometraggio in due bobine - uscì nelle sale cinematografiche statunitensi il 2 maggio 1916.